# ダスキュレイオン
ダスキュレイオン（Dascyleion）は、古代の小アジアの都市およびアケメネス朝ペルシアの行政地区であり、現在のヒサル・テペとされる。
ダスキュレイオンは紀元前659年にリュディア王ギュゲスによってプロポンティス（マルマラ海）の沿岸地域、ダスキュリティス湖畔に建設された。建設の目的は紀元前756年にキュジコスの殖民によって建設されたミレトスとの影響力のバランスを取ることであった。紀元前547年にリュディアを滅ぼしたアケメネス朝ペルシアの支配の下でダスキュレイオンは歴代ヘレスポントス・フリュギア太守の所在地となり、重要性を増した。
紀元前334年に開始されたマケドニア王アレクサンドロス3世の東征に際して、グラニコス川の戦いの後、太守アルシテスがこの会戦で戦死したこともあってかダスキュレイオンはマケドニアの将軍パルメニオンによって易々と占領された。それ以降のギリシア人、そしてローマ人の支配下ではダスキュレイオンの重要性は著しく減少した。

## 註
1. ↑  ストラボン, VIII. 10
2. ↑  アッリアノス, I. 17